# روزنباور
روزنباور (انگلیسی: Rosenbauer) شرکت خودروسازی اتریشی است، که در سال ۱۸۶۶ تأسیس شد.